# Newé H̱arif
Newé H̱arif (hebreiska: נוה חריף, Nevé H̱arif) är en ort i Israel.   Den ligger i distriktet Södra distriktet, i den södra delen av landet. Newé H̱arif ligger 440 meter över havet och antalet invånare är 127.
Terrängen runt Newé H̱arif är platt åt nordväst, men åt sydost är den kuperad.Runt Newé H̱arif är det ganska glesbefolkat, med 40 invånare per kvadratkilometer. Det finns inga andra samhällen i närheten. Trakten runt Newé H̱arif är ofruktbar med lite eller ingen växtlighet.